# デカ吉チビ助のニワトリ狩り
『デカ吉チビ助のニワトリ狩り』（デカきちチビすけのニワトリがり、原題：Henpecked Hoboes　公開：1946年10月26日）は、アメリカ合衆国の映画会社メトロ・ゴールドウィン・メイヤー (MGM) に所属していたアニメーターのテックス・アヴェリーによる作品のひとつ。

## スタッフ
- 監督 - テックス・アヴェリー
- 制作総括 - フレッド・クインビー
- アニメーション制作 - エド・ラブ、レイ・エイブラムズ、プレストン・ブレア、ウォルター・クリントン、アーヴン・スペンス（クレジット無し）
- 脚本 - ヘック・アレン
- 音楽 - スコット・ブラッドリー

## 内容
片田舎をさまようデカ吉・チビ助のコンビが腹をすかせていた。そんなコンビが見つけたのが美味そうな一羽のめん鶏。捕らえて鶏の丸焼きにしようとあの手この手を講じるも、デカ吉がヘマばかりでなかなかうまくいかない。

## 登場するキャラクター
デカ吉
兄貴分のチビ助に命じられニワトリを捕らえようとするが間抜けで、いつも相棒のチビ助をひどい目にあわせてしまう。その度にチビ助からお仕置きを受けることになる。ヒヨコに化けてニワトリをおびき寄せることを命じられるが、「母親がいない」と涙して嫌がる場面があり、笑いの中にも悲しさを誘う。
チビ助
身体は小さいがデカ吉の兄貴分。ニワトリを捕らえようとアイディアを企画し、デカ吉に命じて捕らえようとするがうまくいかない。その度にデカ吉にきついお仕置きを行うというやや残酷で尖ったキャラ。母親のいないデカ吉にニワトリをおびき出させるという罰当たりなことを考え、その結果感情移入したデカ吉にこっぴどくやられる場面も。
ニワトリ
オスとメスのつがい。メスは浮気者で、ニワトリに化けたチビ助におびき出される。オスの方はチビ助にうまくやられ、北極まで飛ばされる。メスはデカ吉チビ助のコンビに狙われるが、両者が自滅し難を逃れる。最後はデカ吉にお仕置きをしたチビ助をやっつけるが、北極から戻ってきたオスに浮気の仕返しをされこっぴどくやられる。

## 日本でのテレビ放映
『トムとジェリー』の「真ん中の作品」として各地で放送された。また、チビ助がダイナマイトで真っ黒になるシーンは現在のバージョンではカットされている。